# Raoul II de Vexin
Raoul II de Vexin, tué en 943, fut comte de Vexin, d'Amiens et de Valois de 926 à 943.
Il était fils de Raoul de Gouy, comte d'Ostrevent, de Vexin, d'Amiens et de Valois. Il épousa une Lietgarde, mais n'en eut pas d'enfant. 
Il fit bâtir la forteresse de Crépy-en-Valois. En 941, Eudes de Vermandois, ancien comte de Vienne, s'empara d'Amiens. Raoul l'attaqua pour lui reprendre la ville, mais il fut tué au cours d'une bataille. Selon d'autres sources, il tentait de profiter de la mort du comte Herbert II de Vermandois pour s'emparer de Saint-Quentin, mais fut tué par les quatre fils d'Herbert, Ybert ou Eilbert, châtelain de Ribemont. Son personnage aurait inspiré le héros de chanson de geste Raoul de Cambrai.
Sa veuve se remaria en secondes noces avec Galéran Ier, vicomte de Meulan. En 944, Eudes fut chassé de la ville d'Amiens par les troupes royales. Quelques années plus tard, Gautier, probablement son frère, reconstitua l'union des trois comtés.

## Sources
- (fr) Pierre Bauduin, La Première Normandie (Xe – XIe siècles), Caen, Presses Universitaires de Caen, 2004, 474 p. [détail des éditions] (ISBN 2-84133-145-8).
- (fr) Édouard de Saint-Phalle, « Les comtes de Gâtinais aux Xe et XIe siècles », dans Onomastique et Parenté dans l'Occident médiéval, Oxford, Linacre College, Unit for Prosopographical Research, coll. « Prosopographica et Genealogica / 3 », 2000, 310 p. (ISBN 1-900934-01-9), p. 230-246.